# Prešov
Prešov (deutsch Eperies, 1938 bis 1945 auch eingedeutscht Preschau, danach selten; ungarisch Eperjes; polnisch Preszów; ukrainisch Пряшів für Prjaschiw; lateinisch Fragopolis oder Eperiessinum) ist die zweitgrößte Stadt der Ostslowakei (drittgrößte Stadt in der gesamten Slowakei) und das Zentrum der traditionellen Landschaft Šariš. Die Einwohnerzahl beträgt zum 31. Dezember 2024 81.702.
Prešov ist Hauptstadt eines Landschaftsverbands (Prešovský kraj) und eines Kreises (Okres, siehe dazu auch Verwaltungsgliederung der Slowakei). Außerdem ist sie Sitz der Universität Prešov und seit dem 30. Januar 2008 Sitz der Metropolie der Griechisch-katholischen Kirche in der Slowakei, die damit zur Kirche eigenen Rechts wurde.

## Geographie

### Lage
Die Stadt befindet sich an den nordöstlichen Ausläufern des Šarišská vrchovina (Scharoscher Bergland), dem nördlichen Rand des Košická kotlina (Kaschauer Talbecken) und dem Zusammenfluss von Torysa und Sekčov, die die Stadt jeweils von Westen und Osten umschließen. Quer durch die Stadt verläuft der 49. Breitengrad. Das Stadtzentrum liegt auf einer Höhe von 250 m n.m. und liegt 37 Kilometer von Košice sowie etwa 410 Kilometer von der Hauptstadt Bratislava (jeweils Straßendistanz) entfernt.

### Stadtgliederung
Die Stadt besteht aus sieben Stadtbezirken mit je mehreren Teilen:
- 1: Sídlisko III, Rúrky
- 2: Sídlisko II, Kalvária, pod Kamennou baňou, pod Wilec hôrkou, Borkút, Vydumanec, Kyslá Voda, Cemjata
- 3: sever mesta (Nordstadt), Mier, Šidlovec, Dúbrava, Surdok, Kúty, Nižná Šebastová
- 4: stred mesta (Stadtmitte) – Staré mesto (Altstadt), Táborisko, Sídlisko Duklianskych hrdinov
- 5: Solivar (deutsch Salzburg), Soľná Baňa, Šváby, Delňa, mit Šimonov
- 6: Südliches Sekčov, Abschnitte 1 bis 4
- 7: Nördliches Sekčov, Abschnitte 5 bis 7, Šalgovík

### Nachbargemeinden
Nachbargemeinden sind Veľký Šariš und Fintice im Norden, Kapušany im Nordosten, Vyšná Šebastová, Ľubotice, Teriakovce und Ruská Nová Ves im Osten, Kokošovce und Dulova Ves im Südosten, Záborské, Petrovany, Haniska und Kendice im Süden, Radatice und Bzenov im Südwesten und Župčany und Malý Šariš im Westen.

## Geschichte

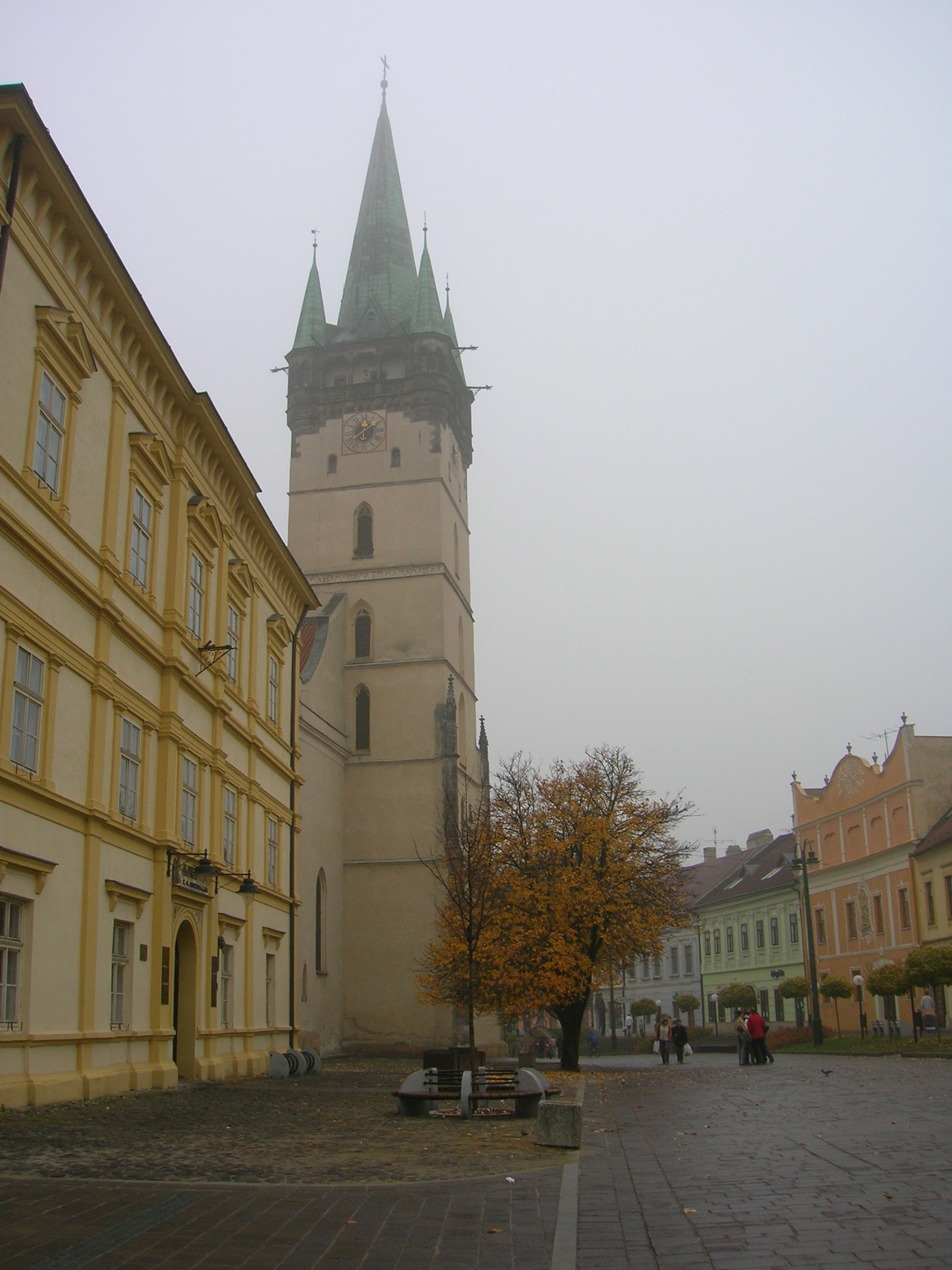
Der Hauptplatz von Prešov im Novembernebel

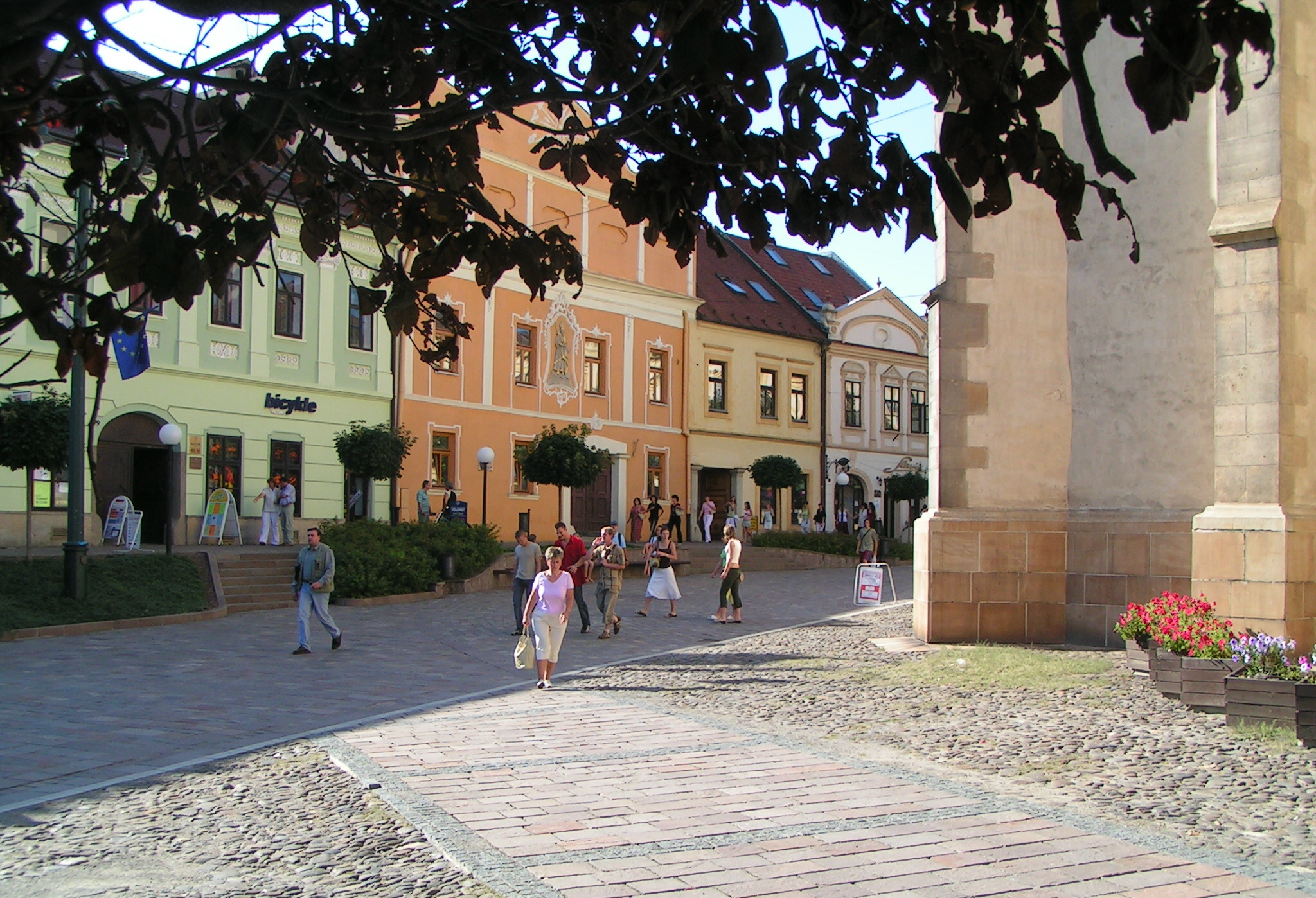
Historische Häuser und St.-Nikolaus-Kirche

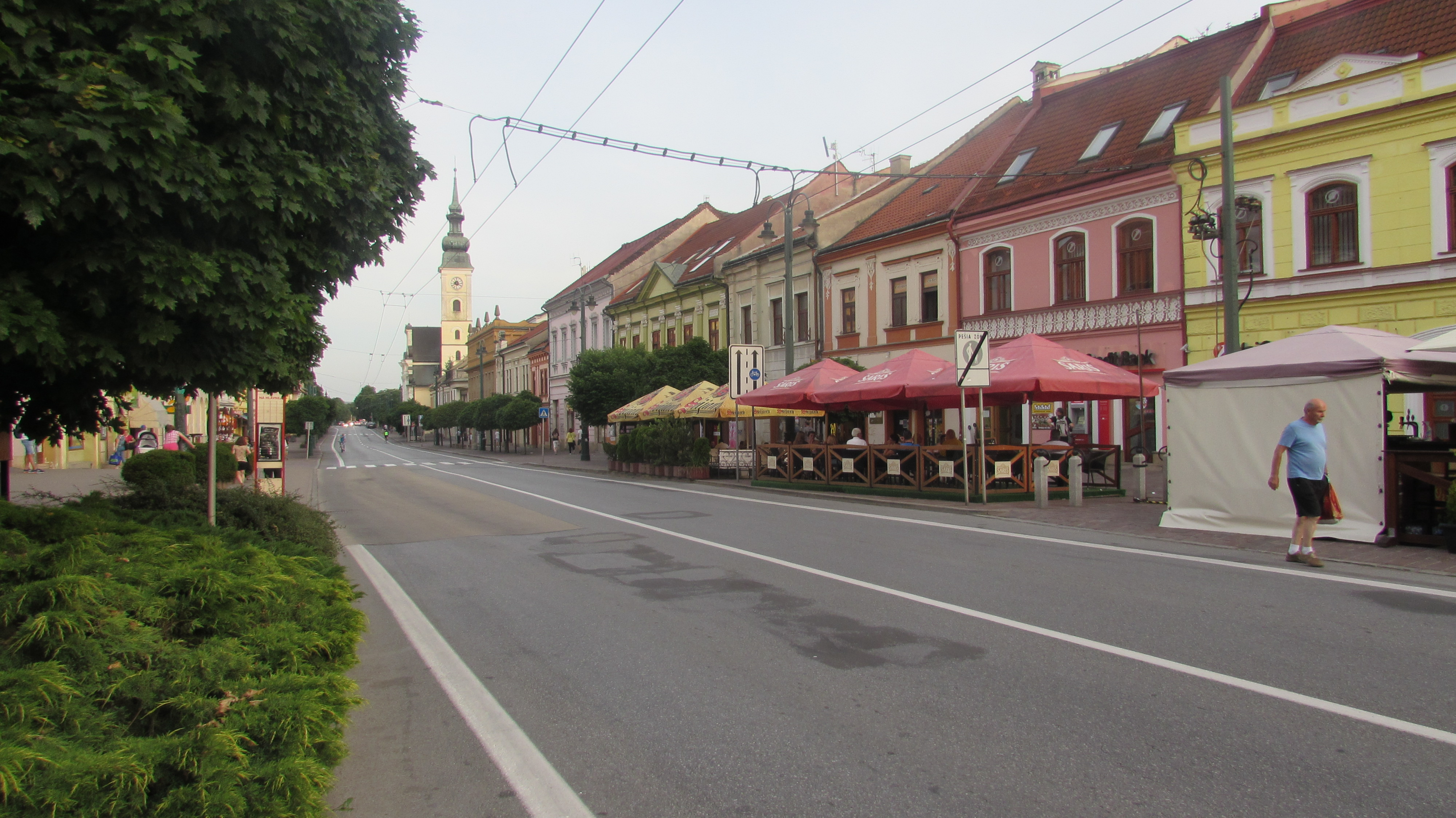
Straßenansicht in Prešov (Juni 2017)

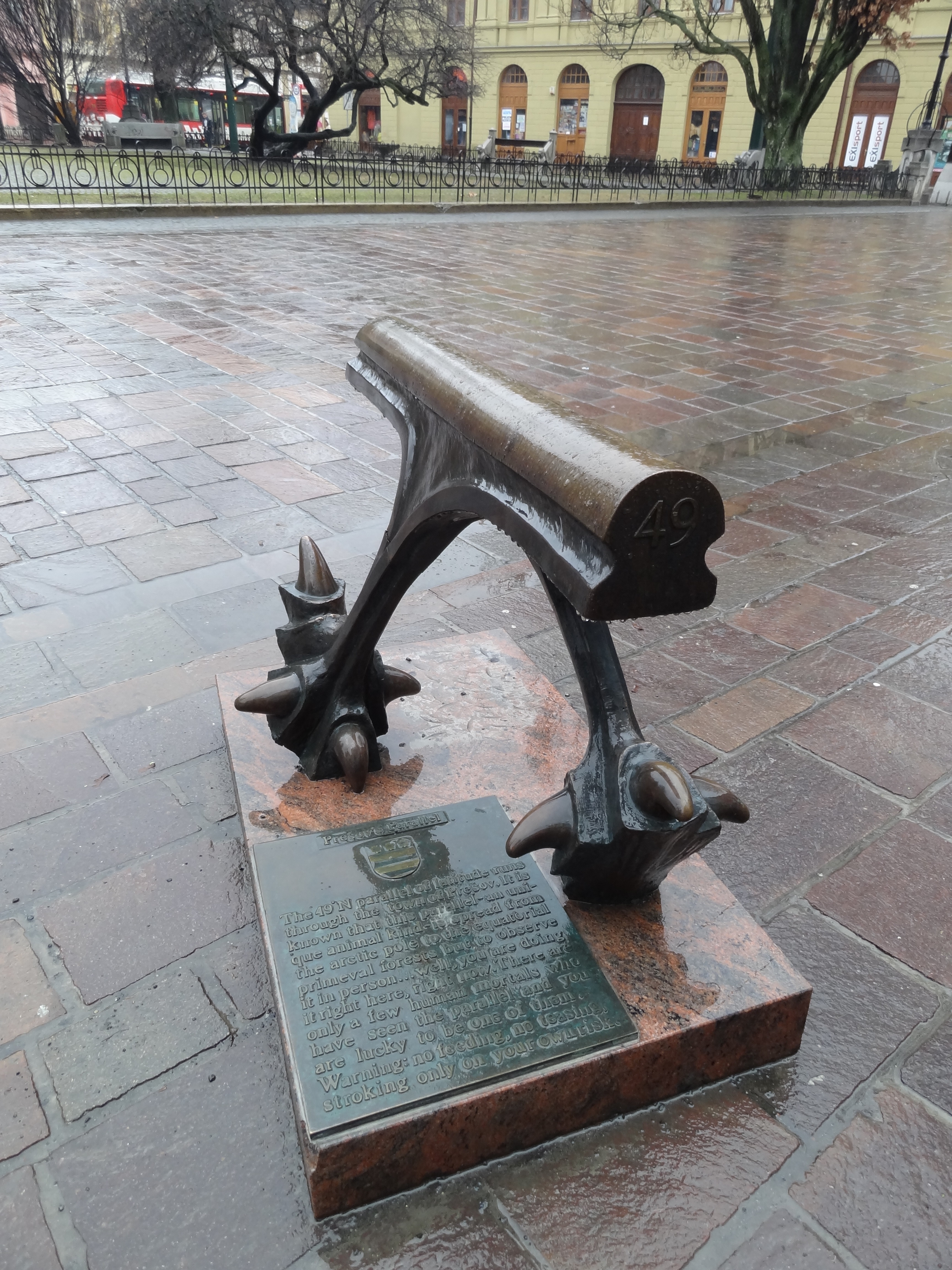
Monument, das den 49. Breitengrad markiert

Seit Urzeiten ist das Tal des Torysa-Flusses als Teil der wichtigen Handelsroute zwischen Byzanz, Belgrad, Košice und Warschau bekannt. In der Prešover Region teilte sich diese Route in östliche Richtung entlang der Topľa, nach Norden Richtung Bardejov, nach Westen in die Zips und in nordwestliche Richtung nach Sabinov und Plaveč.

### Frühzeit
Prešov ist ein alter Siedlungsplatz (Altsteinzeit, Jungsteinzeit, Bronzezeit, keltische Siedlung, germanische Siedlung, Siedlungen aus der Völkerwanderungszeit).

### Mittelalter
Die Nordostslowakei zählt im Mittelalter zu jenen Gebieten der Slowakei, die am Ende der Völkerwanderungszeit als erste von Slawen besiedelt wurden. Seit Ende des 5. Jahrhunderts ist in der Region um Prešov eine slawische Besiedlung mit Keramik des Prager Typs nachweisbar, nach neueren Forschungen ist in dieser Region sogar eine slawische Besiedlung im 3. und 4. Jahrhundert wahrscheinlich. Seit dem Ende des 8. bis zum 12. Jahrhundert gab es hier mehrere nachweisbar kontinuierlich besiedelte slawische Siedlungen; einige Reste davon kann man heute noch in der Slovenská ulica sehen, die diesen Namen schon im Mittelalter trug (Platea Sclavorum, Sclauorum). Diese Siedlung war auch Bestandteil des Neutraer Fürstentums und dann (833 bis etwa 907) von Großmähren.
Im Zuge der schrittweisen Übernahme der heutigen Slowakei durch die Ungarn wurde die Region um 1100 in das Königreich Ungarn eingegliedert und es kamen Ungarn und ihre militärische Präsenz in die alte slawische Siedlung. Im Laufe des 12. Jahrhunderts gründeten die Ungarn zwei weitere Siedlungen neben der bereits bestehenden slowakischen Marktsiedlung – die eine südwestlich der slowakischen Siedlung, die andere war die St. Ladislaus-Siedlung (so benannt nach einer Kirche) am Fuße des Villec hurka Berges.
Die ersten deutschen Kolonisten (Zipser Sachsen) siedelten sich südlich der slowakischen Marktsiedlung an. Sie kamen gleich nach den Verwüstungen durch die Mongoleneinfälle von 1241/1242 auf Einladung des Königs Béla IV., um die entvölkerten Landstriche wieder zu beleben. Sie erhielten wahrscheinlich bereits zu diesem Zeitpunkt die Stadtrechte, die dann 1299 bestätigt wurden. Die deutsche Siedlung breitete sich langsam in westlicher Richtung entlang der slowakischen Siedlung aus und im 14. Jahrhundert entstand zwischen den beiden Siedlungen ein Marktplatz – der heute als Hlavná ulica bezeichnete lange Zentralplatz der Stadt. Bereits im 14. Jahrhundert entstand auf diesem Platz die St. Nikolaus-Kirche, die Zentralkirche der Stadt.
Seit dem 13. Jahrhundert wurde Prešov von drei verschiedenen Nationalitäten, den Slowaken, Ungarn und Deutschen bewohnt, welche im Verlauf der Jahrhunderte immer wieder unterschiedlich starken Einfluss auf die Geschicke der Stadt hatten und zu ihrem Reichtum beitrugen.
Die ersten schriftlichen Aufzeichnungen über Prešov sind auf das Jahr 1247 datiert. In einem Dokument der Zisterzienser von Bardejov beschweren sich diese über die Zerstörung ihrer Grenzmarkierungen und den Raub von Teilen ihres Eigentums durch Deutsche (Teutonen). Prešov wird als Epuries bezeichnet und diente damals der Verteidigung der nördlichen Grenze des ungarischen Königreiches.
Salz wurde in diesem Gebiet seit Menschengedenken abgebaut: 1261 wurde Solivar („Salzburg“), seit 1973 Stadtteil von Prešov, als „Souuvar“ zum ersten Mal erwähnt. In diesem alten Siedlungsplatz (Altsteinzeit, Wandalen) soll es aber bereits vorher zwei Burgen gegeben haben. Die eine noch übrig gebliebene Burg wurde 1715 vollständig zerstört.
Vor der Erteilung der Stadtrechte war Prešov der Burg Šariš/Scharosch, d. h. dem Leiter des Šariš-Komitats (das wohl vor 1241 Bestandteil des Komitats „Novum Castrum“ war) unterstellt. König Andreas III. verlieh/bestätigte Prešov 1299 das Stadtrecht (ebenso Veľký Šariš und Sabinov). Damit verbunden waren nun auch die Rechte auf eine eigene Stadtverwaltung, einen Bürgermeister und einen Stadtrat. Die Stadt erlangte auch wirtschaftliche Unabhängigkeit, da die Einwohner nun freie Bürger mit Land- und Grundstücksbesitz waren. Somit konnten sie sich auf Handwerk und Handel konzentrieren; vor allem die deutschen Einwohner nutzen diese Rechte ausgiebig.
Im Jahre 1374 wurde die Stadt vom König zu einer königlichen Freistadt erhoben und erhielt somit auch das Recht auf eine Stadtmauer. Im selben Jahr wurde die erste Handwerkerzunft, die Schuhmachergilde begründet. Regelmäßige Markttage zeugten von der intensiven Entwicklung des Handels in dieser Zeit; die Prešover Bürger handelten vor allem mit Textilien und landwirtschaftlichen Erzeugnissen, wobei vor allem der Handel mit Wein ertragreich war.
1455 wurde Prešov durch König Ladislaus Postumus ein Stadtwappen zuerkannt. Die Prosperität der Stadt in jener Zeit zeigt sich sehr gut an der sich schnell vergrößernden Einwohnerzahl von 2.000 im Jahr 1425 auf 3.300 im Jahr 1492. 1441 wurde die Stadt von den Polen belagert und angezündet. 1480 wurde die Stadt Mitglied des ostslowakischen Städtebundes Pentapolitana (Levoča, Košice, Bardejov, Sabinov, Prešov).

### 16. Jahrhundert
Die Reformation, die von Deutschland und der Schweiz ausging, fand auch bei den deutschen Einwohnern von Prešov und Umgebung großen Zuspruch. Infolgedessen entstand die erste evangelische Kirchengemeinde hier schon 1531. 1548 fand in Prešov die erste belegte Synode der Slowakei statt, auf der die Protestanten das Augsburger Bekenntnis annahmen. 1549 wurde nach dem Vorbild des Confessio Augustana von Leonhard Stöckel die Bekenntnisschrift (gemäßigte protestantische „Religion“) Confessio Pentapolitana verfasst, um Vorwürfen der Ketzerei zu begegnen. Adel und Aristokratie jedoch förderten ab den 1570er Jahren die Gegenreformation bzw. die Rekatholisierung, die in vielen anti-habsburgischen Aufständen auf dem Gebiet der heutigen Slowakei mündete (1604–1711), in denen Prešov meist auf der Seite der Aufständischen stand.
Mitte des Jahrhunderts siedelten sich auch „Zigeuner“ an. Sie siedelten im Gebiet des heutigen Námestie mieru („Friedensplatz“), wo sie das sogenannte neuägyptische Viertel begründeten. Zu dieser Zeit lag die Zahl der Einwohner bei etwa 4.000. Die Bedeutung von Prešov als Handelszentrum überflügelte sogar angeblich die von Košice.
In Solivar/Salzburg wurde 1572 der Leopold-Schacht angelegt. 1573 wurde der Ort zur Bergbaustadt erhoben und 1592 wurde die Salzherstellung vom Staat übernommen.

### 17. Jahrhundert
Im 17. Jahrhundert waren die meisten Einwohner von Prešov Protestanten. Die anhaltenden anti-habsburgischen Aufstände sowie die Präsenz der türkischen Besatzer an den Grenzen des Habsburgerreiches veranlassten die Habsburger, vorübergehend toleranter mit neuen Religionen im habsburgischen Königlichen Ungarn (d. h. in der Slowakei, im Burgenland und in Nordkroatien) umzugehen.

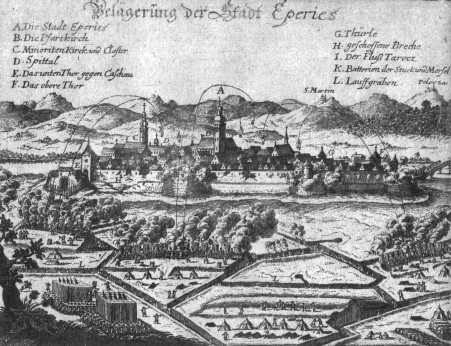
Belagerung der Stadt Eperies während der Türkenkriege

1667 wurde in Prešov ein „evangelisches Kollegium“, das ein wichtiges Bildungszentrum für Oberungarn (so hieß damals die Ostslowakei) darstellte, eröffnet. Die hier tätigen Gelehrten waren wesentlich von den Lehren Johann Amos Comenius’ beeinflusst, welcher im Frühling 1650 in Prešov weilte. Zu der sich schnell vergrößernden wirtschaftlichen Macht der Stadt kam auch die politische Stärke hinzu. So wurde 1647 das Verwaltungszentrum des Komitat Scharosch, das oft seinen Sitz wechselte, in die Stadt verlegt. Im 17. Jahrhundert hatten die Adligen aus der Familie Rákóczi die Funktion des Komitatsvorsitzenden (Gespans) inne.
1671 ließ sich in der Stadt der Franziskaner-Orden nieder, zwei Jahre später auch der Jesuiten-Orden. Die Unterstützung seitens der Stadt für den anti-habsburgischen Aufstand unter Emmerich Thököly hatte 1687 schwerwiegende Konsequenzen. Aufgrund einer Entscheidung von Kaiser Leopold I. wurde in der Stadt das sogenannte Eperieser Blutgericht unter der Führung von Antonio Caraffa abgehalten, in dessen Verlauf (vom 5. März bis zum 12. September 1687) 24 prominente protestantische Bürger und Adlige zum Tode verurteilt und ihr Vermögen eingezogen wurde. Weitere Schäden verursachten die Pestepidemie von 1696, durch die die Hälfte der Stadtbevölkerung ums Leben kam, und der Aufstand von Franz Rákóczi II. (1703–1711).

### 18. Jahrhundert
Das erste Viertel des 18. Jahrhunderts warf die Stadt dann noch weiter zurück. Zusätzlich zu den Belastungen durch die anti-habsburgischen Aufstände und anti-türkischen Kriege wurde die Bevölkerung 1710 wieder durch die Pest und die Stadt durch Feuersbrünste heimgesucht. Dadurch sank die Einwohnerzahl auf unter 2.000. Das ehemalige evangelische Kollegium wurde 1711 von den Jesuiten übernommen. Es bedurfte einiger Jahrzehnte, bis sich die Stadt wieder von diesen Belastungen erholt hatte.
Handwerk und Handel lebten langsam wieder auf, hinzu kamen auch Manufakturen. In dieser Zeit kam es zu wichtigen Entdeckungen durch ansässige Gelehrte. Die meistbeachtete war die Herstellung einer Impfung gegen Pocken durch Jan Adam Rayman (Rajman).
Seit der Mitte des 18. Jahrhunderts stieg die Bevölkerungsanzahl wieder an und erreichte 6.000. Ein für die in der Stadt ansässigen Juden wichtiges Jahr war 1780, als sich hier der erste Jude, Markus Holländer, ansiedelte. Eine Feuersbrunst im Jahr 1788 hielt die Stadt abermals in ihrer Entwicklung auf.
Im Februar 1752 wurde die Salzmine in Solivar überflutet und riss alle Bergarbeiter mit in den Tod. Seit dieser Zeit wurde Salz nur noch durch Verdampfung von Salzwasser (Lake) gewonnen.

### 19. Jahrhundert
Im frühen 19. Jahrhundert wurde die Stadt zum Sitz des Scharosch-Komitats erhoben (bis 1922); die Verwaltung des Komitats gab es hier aber bereits seit 1647. Diese Zeit war auch durch die Pionierarbeit des unterschätzten Wissenschaftlers Jan Gertinger gekennzeichnet, welcher als erster in Mitteleuropa Kristallzucker herstellte. Nachdem 1817 die griechisch-katholische Kirche in der Stadt ihre Diözese eröffnet hatte, kam es zu einer Zuwanderung von Ruthenen in die Stadt. Am Anfang des 19. Jahrhunderts machten die Slowaken durch Zuwanderung aus den benachbarten slowakischen Dörfern bereits die überwiegende Mehrheit der Stadtbevölkerung aus. 1831 beteiligten sich viele Einwohner an einem großen Bauernaufstand. 1849 wurde die Stadt im Zuge der Revolution vorübergehend von slowakischen Freiwilligentruppen besetzt.
Ab 1838 erschien das deutsch- und bis 1867 auch ungarischsprachige Kaschau-Eperieser Kundschaftsblatt, das nach 1872 als Kaschauer Zeitung bis 1914 fortgeführt wurde.
Am Kollegium studierten einige wichtige Vertreter der slowakischen Nationalbewegung (Pavol Országh Hviezdoslav, Jonáš Záborský und andere). Nach dem österreichisch-ungarischen Ausgleich von 1867 stieg durch systematische Magyarisierung der Anteil der Ungarn in der Stadt rapide.
Trotz des Baus von Eisenbahnstrecken nach Košice, Plaveč und Bardejov stagnierte das Wirtschaftsleben von Prešov und fiel auch hinter dasjenige von Košice zurück. 658 Bürger verließen zwischen 1870 und 1888 die Stadt. 79.182 Menschen wanderten innerhalb von drei Jahrzehnten (1880–1910) aus dem gesamten Scharosch/Šariš-Komitat aus, was zirka die Hälfte der Bevölkerung ausmachte. Am 6. Mai 1887 fiel ein Großteil der Stadt einer schweren Feuersbrunst zum Opfer.

### 20. Jahrhundert

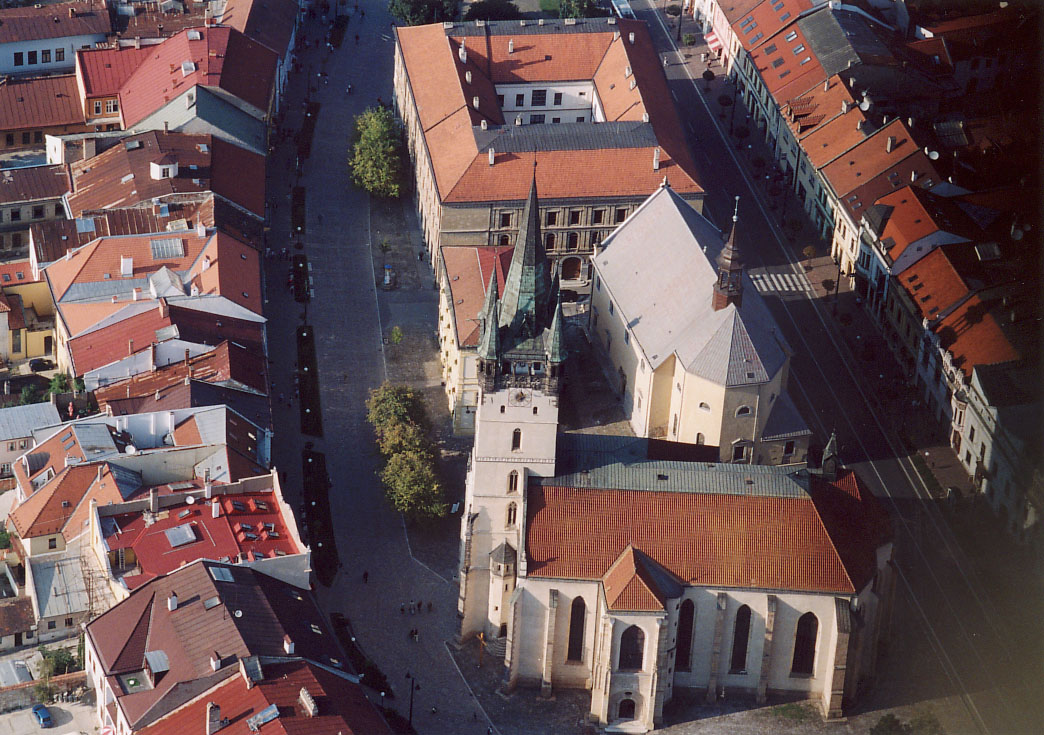
Luftaufnahme von Prešov

Nachdem in der Stadt 1919 die kurzlebige Slowakische Räterepublik (Slowakische Sowjetrepublik) ausgerufen worden war, wurde sie im gleichen Jahr definitiv Bestandteil der neu gegründeten Tschechoslowakei. Wieder kam es zu großen Veränderungen in der Bevölkerungsstruktur. Tschechen (später Slowaken) besetzten nun die wichtigen Posten in der Verwaltung der Stadt. 1921 hatte die Stadt 17.577 Einwohner. Der größte Industriebetrieb, die Masaryk-Salzwerke, nahm 1925 in seinem neuen Werksgebäude in der Nähe des Bahnhofs die Arbeit auf. Die Einrichtung eines slowakischen Theaters 1944 gab der Stadt wichtige Impulse für das kulturelle Leben. Während des Slowakischen Nationalaufstands – am 20. September 1944 – wurde die Stadt bombardiert und ein Jahr später – am 19. Januar 1945 durch die Sowjetarmee und das 1. tschechoslowakischen Armeekorps von deutschen Besatzungstruppen befreit. Der Krieg endete mit einer Katastrophe für die jüdische Bevölkerung, die vor dem Krieg 20 % der Einwohner stellten, denn 90 % der Juden wurden während des Krieges in Konzentrationslagern umgebracht.
In der Nachkriegszeit entwickelte sich Prešov nach dem Februarumsturz 1948 unter den Bedingungen des Sozialismus. Im Laufe der nun einsetzenden starken Industrialisierung der gesamten Slowakei orientierte sich die Industrie stark an den Märkten des Ostblocks, wobei Produktionsabläufe mechanisiert und automatisiert wurden.
Nach dem Zweiten Weltkrieg stieg die Einwohnerzahl durch Zuzug von Bevölkerung aus den benachbarten, eher armen Regionen der Slowakei außerordentlich an: 1950 hatte die Stadt 27.846 Einwohner, 1970 schon 51.917, 1991 87.765 Bewohner und 1999 schließlich 95.760. Somit ist Prešov die drittgrößte Stadt der Slowakei geworden.
1922–1938 war die Stadt kein übergeordneter Verwaltungsort, 1938–1945 war sie Sitz des Gaus Šarišsko-Zemplínska župa in der ersten Slowakischen Republik, 1946–1960 und seit 1996 Sitz des Landschaftsverbandes Prešovský kraj.
Am 2. Juli 1995 wurde die Stadt mit dem Besuch des Papstes Johannes Paul II. geehrt.
Die Gemeinschaft Evangelischer Kirchen in Europa verlieh Prešov 2017 den Ehrentitel „Reformationsstadt Europas“.

### Namen und Wappen

#### Prešov, Eperjes, Eperies
Nach gängiger Auffassung geht der Ortsname Prešov auf Ungarisch eper „Erdbeere“ und das zugehörige Adjektiv eperjes zurück, von dem der slowakische und der deutsche Name abgeleitet sind. Der Historiker Ferdinand Uličný vertritt die Ansicht, dass ein slowakischer Personenname Preš oder Praš mit der Possessivendung -ov versehen wurde und daraus ungarische und deutsche Ableitungen zu eper und eperjes entstanden, um der Form eine Bedeutung zu geben. Kritiker wenden ein, dass der Personenname Preš nicht auf eine unbekannte slawische Form *Prešä zurückgehe, sondern ein Lehnwort aus deutsch „(Trauben-) Presse“ sei, Deutsche aber erst nach der Etablierung des ungarischen Namens Eperjes zuwanderten. Zudem sei die Region ein traditionell ertragreiches Anbaugebiet auch für Erdbeeren. Die Uneinigkeit in der Geschichtsschreibung spiegele die Konflikte zwischen Slowaken und Ungarn um die Deutungshoheit über die Geschichte der Slowakei als historisches Oberungarn wider.

#### Preschau
Ab 1938 tritt auch die Ortsbezeichnung „Preschau“ auf. Sie wurde von dem Volkskundler Herbert Weinelt eingeführt. Er führte historisch und regional verstreute Funde an, ohne sie zu belegen. Zwar sei der Name unter den Deutschen in Prešov nicht mehr geläufig. Aber, so Weinelt, das „volksbewusste Deutschtum [will] von der madjarischen Namensform Eperies nichts wissen […], weil damit nur Erinnerungen an nicht begründete madjarische Forderungen wach werden.“ Man werde „daher gut tun, die Form Preschau wieder aufzugreifen“, die nicht „erfunden, sondern gewachsen“ sei.
Preschau gilt daher als „moderner Neologismus aus der Zeit der ‚slowakisch-deutschen Freundschaft‘ nach Hitlers Zerschlagung der CSR“ im Jahr 1938, als „eine durch nichts zu rechtfertigende Verdeutschung des slowakischen Namens, eine Neukonstruktion, die selbst die ‚Deutschen Stimmen‘ erst im Jahre 1939 verwendeten“, kommentierte der Landeskundler Ernst Hochberger. Die Deutschen Stimmen waren eine Parteizeitung der nationalsozialistisch ausgerichteten Deutschen Partei in der Slowakei. Diese Eindeutschung tritt bis in die Gegenwart auf.

#### Wappen
| Wappen der Stadt Prešov | Blasonierung: „In Silber zwei rote Balken und an der Stelle des Schildhauptes drei rote Rosen mit goldenen Butzen.“                                      |
| Wappen der Stadt Prešov | Wappenbegründung: Ihr Wappen erhielt die Stadt im Jahr 1433 oder 1455 (dann von König Ladislaus Postumus) verliehen. 1548 und 1558 wurde es modifiziert. |

## Bevölkerung
| Jahr                | 1994   | 2004    | 2014    | 2024    |
| ------------------- | ------ | ------- | ------- | ------- |
| Anzahl der Personen | 92.013 | 91.767  | 90.187  | 81.702  |
| Unterschied         |        | −0,26 % | −1,72 % | −9,40 % |

| Jahr                | 2023   | 2024    |
| ------------------- | ------ | ------- |
| Anzahl der Personen | 82.286 | 81.702  |
| Unterschied         |        | −0,70 % |

Gemäß der Volkszählung 2011 wohnten in Prešov 91.782 Einwohner, davon 74.769 Slowaken, 1.562 Roma, 1.455 Russinen, 543 Ukrainer, 443 Tschechen, 126 Magyaren, 66 Russen, 45 Mährer und jeweils 41 Deutsche und Polen; andere Ethnien hatten entweder weniger als 40 Angehörigen oder waren nicht gesondert in den Statistiken erfasst. 12.669 Einwohner machten bezüglich zur Ethnie keine Angaben. 50.799 Einwohner bekannten sich zur römisch-katholischen Kirche, 7.477 Einwohner zur griechisch-katholischen Kirche, 3.717 Einwohner zur evangelischen Kirche A. B., 1.387 Einwohner zur orthodoxen Kirche, 225 Einwohner zur Brüderkirche, 180 Einwohner zu den Zeugen Jehovas und 138 Einwohner zur reformierten Kirche (Calvinisten); weitere Einwohner bekannten sich entweder zu einer weniger als 100 Angehörigen zählenden Konfession oder zu einer nicht gesondert in Statistiken aufgeführten Konfession. 11.420 Einwohner waren ohne Bekenntnis und bei 15.751 Einwohnern wurde die Konfession nicht ermittelt.
Ergebnisse nach der Volkszählung 2001 (92.786 Einwohner):
| Nach Ethnie: - 93,67 % Slowaken - 01,43 % Roma - 01,20 % Russinen - 01,12 % Ukrainer - 00,84 % Tschechen - 00,22 % Magyaren | Nach Konfession: - 66,77 % römisch-katholisch - 13,57 % konfessionslos - 08,92 % griechisch-katholisch - 04,82 % evangelisch - 02,98 % keine Angabe - 01,68 % orthodox |

## Sehenswürdigkeiten
Die Stadt hat eine historisch bedeutende Altstadt. Ein bedeutendes Baudenkmal ist die St.-Nikolaus-Kirche, eine spätgotische Hallenkirche. Mit ihrem Bau wurde in der Mitte des 13. Jahrhunderts begonnen, aber erst 1515 konnte man sie vollenden. Die erste evangelische Kirche entstand 1647, das evangelische Kollegium 1666–1668, beide im Renaissance-Stil.
Aufgrund ihrer vielen historischen Bauwerke und ihrer großen Bedeutung für die Kultur und Bildung wird die Stadt manchmal auch das „Athen an der Torysa“ genannt.
- Neologe Synagoge, erbaut 1887
- Orthodoxe Synagoge, erbaut 1897/98
- Klaus-Synagoge, erbaut 1934/35

## Tourismus
Durch Prešov verläuft der Bergwanderweg Eisenach–Budapest sowie der Weg der Helden des Slowakischen Nationalaufstandes.

## Sport
Der Fußballverein FC Tatran Prešov spielt in der erstklassigen Niké liga. Der Verein spielte lang im 1899 erbauten Štadión Tatran, dem ältesten Stadion des Landes. Im Mai 2025 wurde die neue Spielstätte, die Futbal Tatran Aréna, eröffnet. Ein weiterer Proficlub der Stadt ist der Eishockeyclub HC Prešov, der mehrere Jahre in der Tipsport liga gespielt hat und mittlerweile in der zweitklassigen 1. Liga antritt. Der Handballverein HT Tatran Prešov, mehrmals slowakischer Landesmeister, spielt auch in internationalen Wettbewerben.
Im Juni 2025 ist die Stadt Prešov, mit der Futbal Tatran Aréna, einer der Austragungsorte der U-21-Fußball-Europameisterschaft 2025.

## Verkehr

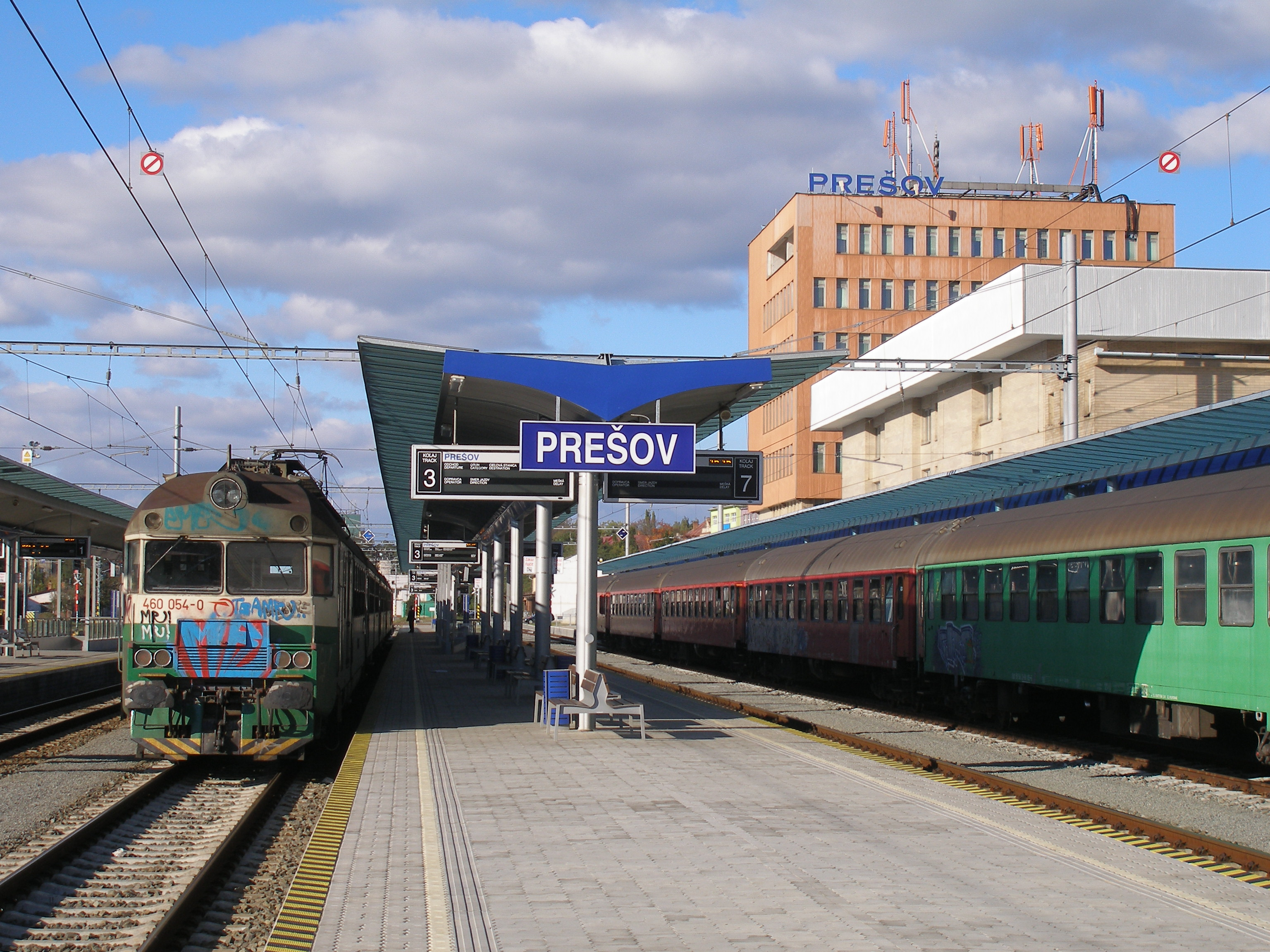
Bahnhof Prešov

Prešov ist einer der bedeutendsten Verkehrsknotenpunkte der Ostslowakei. Hier kreuzen sich die Straßen 1. Ordnung 18 (Žilina–Prešov–Michalovce), 20 (Prešov–Košice) und 68 (Polen–Prešov). Die Straße 2. Ordnung 545 zweigt im nahen Kapušany Richtung Bardejov ab und die Straße 2. Ordnung 546 führt nach Margecany. Die Anbindung an das hochrangige Straßennetz ist teilweise fertiggestellt: die Autobahn D1 (E 50) umgeht die Stadt südwestlich mit dem 2,2 km langen Prešov-Tunnel und wurde nach vierjähriger Bauzeit am 28. Oktober 2021 dem Verkehr freigegeben. Diese Autobahnumgehung verbindet die schon früher angelegten Teilstrecken Richtung Košice einerseits sowie Richtung Poprad und Žilina andererseits. Die fehlenden Teilstrecken nach Bratislava durch die Nordslowakei sind teilweise in Bau. Als Kuriosum verband die kurze Straße 1. Ordnung 80 das Autobahnteilstück nach Košice mit übrigem Straßennetz. Die Schnellstraße R4, die einmal die Nordumgehung bilden wird und danach weiter Richtung Svidník und Ostpolen verlaufen soll, ist vom Knotenpunkt Prešov-západ mit der D1 bis zur Anschlussstelle Prešov-sever mit der Straße 1. Ordnung 68, zusammen mit dem 1,15 km langen Bikoš-Tunnel, am 25. September 2023 eröffnet worden, die 10,2 km lange Weiterführung bis Kapušany, inklusive des 1,9 km langen Okruhliak-Tunnels, ist bis voraussichtlich 2027 in Bau.
Durch die Stadt verläuft die Bahnstrecke Kysak–Muszyna, die in Kysak an die Hauptbahn Žilina–Košice angebunden ist. Hier zweigt die Strecke nach Strážske sowie im nahen Kapušany eine nach Bardejov ab. Der Hauptbahnhof befindet sich südlich des Stadtzentrums an der Straße Košická, zugleich nahe dem städtischen Busbahnhof. Weitere Haltestellen sind Prešov mesto westlich des Stadtzentrums sowie der Bahnhof Šarišské Lúky (auf dem Gemeindegebiet von Ľubotice gelegen). Nach dem Fahrplan 2015/16 gab es täglich mehrere Nahverkehrsverbindungen mit umliegenden Gemeinden und Städten sowie wenige Schnell-, IC- und Expresszüge Richtung Košice, Humenné, Bratislava und Prag. Weitere Verbindungen sind durch Umsteigen am Bahnhof Kysak zu erreichen.
Der innerstädtische ÖPNV-Betrieb wird vom städtischen Unternehmen Dopravný podnik mesta Prešov, a. s (kurz DPMP) organisiert. Der Omnibusverkehr besteht aus 31 Buslinien und zwei Nachtlinien. Seit 1962 ist ein O-Bus-Netz in Betrieb, das aus sieben Linien besteht (alle Angaben Stand Juni 2021). Seit September bzw. Oktober 2023 erhalten Einwohner bis zum Alter von 18 Jahren und ab 62 Jahren Jahreskarten für den ÖPNV zum symbolischen Preis von 1 Euro.
Der kleine Flugplatz im Nordosten wird hauptsächlich militärisch genutzt.

## Partnerstädte
- Brugherio, Italien
- Keratsini, Griechenland
- La Courneuve, Frankreich
- Nyíregyháza, Ungarn
- Nowy Sącz, Polen
- Mukatschewo, Ukraine
- Pittsburgh, Vereinigte Staaten
- Prag 10, Tschechien
- Remscheid, Deutschland
- Rischon LeZion, Israel
- Gabrowo, Bulgarien

## Söhne und Töchter der Stadt
- Ján Bayer (1630–1674), Philosoph
- Johannes Sartorius (1656–1729), Pädagoge und Schriftsteller
- Jakub Bogdani (1660–1724), Maler
- Johann Adam Raymann (1690–1770), ungarischer Arzt und Naturforscher
- Johann Matthias Korabinsky (1740–1811), Lehrer, Topograph und Schriftsteller
- Emil Dessewffy (1814–1866), ungarischer Politiker
- Ferenc Pulszky (1814–1897), Archäologe
- Theodor Fuchs (1842–1925), österreichischer Geologe, Paläontologe und Museumskustos
- Ján Borodáč (1892–1964), Regisseur
- Rose Pauly (1894–1975), Sängerin
- Leopold Lahola (1918–1968), Dramatiker und Filmregisseur
- Ladislav Pavlovič (1926–2013), Fußballspieler
- Dušan Martinček (1936–2006), Komponist und Musikpädagoge
- Ivan Lefkovits (* 1937), Immunologe
- Juraj Kukura (* 1947), Schauspieler
- Ladislav Hučko (1948–2025), ruthenischer Geistlicher, Apostolischer Exarch in Tschechien
- Martin Vrábel (* 1955), Langstreckenläufer
- Iris Szeghy (* 1956), Komponistin
- Igor Liba (* 1960), Eishockeyspieler
- Peter Adamkovič (* 1970), Jazzmusiker
- Martin Mrva (* 1971), Schachmeister und Schachjournalist
- Maroš Kolpak (* 1971), Handballspieler und -trainer
- Štefan Tarkovič (* 1973), Fußballtrainer
- Peter Hlinka (* 1978), Fußballspieler
- Peter Šinglár (* 1979), Fußballspieler
- Katarína Knechtová (* 1981), Sängerin
- Stanislav Šesták (* 1982), Fußballspieler
- Ľubomír Pištej (* 1984), Tischtennisspieler
- Jana Griačová (* 1986), Fußballspielerin
- Martina Veličková (* 1989), Eishockeyspielerin
- Monika Potokárová (1992–2019), Schauspielerin
- Šimon Bartko (* 1996), Biathlet
- Matej Baloga (* 1997), Biathlet
- Adam Jakubech (* 1997), Fußballspieler
- Alex Molčan (* 1997), Tennisspieler
- Ľubomír Tupta (* 1998), Fußballspieler
- Adam Griger (* 2004), Fußballspieler
- Tatiana Blichová (* 2006), Eishockeyspielerin